# Magda Vášáryová
Magda Vášáryová, född Magdaléna Vášáryová 26 augusti 1948 i Banská Štiavnica, Tjeckoslovakien, är en slovakisk skådespelare, diplomat och politiker.
Hon är utbildad vid Comelius universitet i Bratislava. Hennes genombrott kom 1967 med en roll i František Vlácils berömda medeltidsepos Marketa Lazarová. Fram till 1989 medverkade hon i runt 50 filmer och flera TV-produktioner. En av hennes kändaste roller blev i När seklet var kort. Från 1990 slutade hon helt med skådespeleriet då hon blev utsedd till Tjeckoslovakiens ambassadör i Österrike. 1999 ställde hon upp i Slovakiens presidentval, men kom aldrig vidare till den slutgiltiga omgången. Därefter blev hon Slovakiens ambassadör i Polen.

## Filmografi, urval
- 1967 – Marketa Lazarová
- 1968 – Desertören och nomaderna
- 1969 – Gycklarna
- 1970 – Kometen
- 1971 – Riddaren utan namn
- 1972 – Hälsa till svalorna
- 1977 – Rusalka
- 1980 – När seklet var kort